# 鳴沢くんはおいしい顔に恋してる
『鳴沢くんはおいしい顔に恋してる』（なるさわくんはおいしいかおにこいしてる）は、山田怜による日本の漫画。ノース・スターズ・ピクチャーズの『月刊コミックゼノン』で2015年5月号より連載を開始。2016年5月21日から同社のウェブコミック配信サイト『WEBコミックぜにょん』に発表の場を移し、2017年8月13日まで連載された。キャッチコピーは「不機嫌男子×満腹女子が織り成す、幸福料理ラブコメ♪」。

## あらすじ
高校1年生の鳴沢秋博は額に大きな傷跡があり、いつも機嫌が悪そうで学校でも怖がられ、関わりを避けられている。彼の趣味は美味しそうに食事をする女性を眺めること。そんな彼の家に祖母の昔の恋人の孫のイタリア人女性、ジュリエッタが転がり込んで来る。

## 登場人物
鳴沢 秋博（なるさわ あきひろ）
本作の主人公。初登場時15歳の高校1年生。誕生日は8月25日。身長は平均よりちょっと上で体型はやせ型。好きなおやつはコーヒーゼリー。額には兄によってつけられた大きな傷跡があり、不機嫌そうな態度と相まって学校では怖れられ、避けられている。料理を筆頭に家事が得意。趣味は美味しそうに食事をする女性を眺めることであり、将来の夢はそれを毎日眺めて暮らす主夫となること。幼少期に父親とは自殺による死別、母親はその数ヶ月後に失踪していると思しき描写があり、その後、兄が家を出たことにより一軒家に祖母と二人で暮らしていたがジュリエッタがホームステイを始めたことにより三人暮らしになる。作中ではジュリエッタ、冬子、春の3人の食べっぷりに惚れこみ、一夫多妻ができないか悩んでいる。クリムトという名前の黒猫を飼っている。
ジュリエッタ・エスターテ・サンタンドレア (Giulietta=Estate=Santandrea)
イタリア国籍の22歳大学生。誕生日は11月28日。好きなおやつはアイスやジェラートなどの甘くてやわらかいもの。ミドルネームのエスターテはイタリア語で夏を意味する。陽気で活発な性格の美女。子供の時に幼馴染に見せてもらった書道をきっかけに日本に憧れ、日本語教師になるために日本の大学に留学し、祖父の昔の恋人であった弥生の伝手を頼り鳴沢家にホームステイ中。秋博からはとても美味しそうに食事をする様から理想の女性と思われている。語学に堪能で母語であるイタリア語以外にスペイン語、英語を使えるが、日本語に関してはリスニングが苦手であり、勉強中。蕎麦屋でのバイトの後、鳴沢家の近所の寿司屋でアルバイトしている。
陣馬 冬子（じんば とうこ）
秋博と同じ高校に通う高校1年生。誕生日は12月24日。学校では弓道部に所属している。好きなおやつはドーナツ。礼儀正しいクールな性格の美少女であり、学校でも人気がある。家は鳴沢家の隣にあり、秋博とは幼馴染で幼稚園から高校までずっと同級生。幼少時は秋博とは秋くん、ふゆちゃんと呼び合い仲が良かったが秋博の両親がいなくなったことや、父親から鳴沢家に関わらないように言われたことを機に疎遠になる。冬子が家で弓を使っているのをジュリエッタが覗き込んだことをきっかけに秋博とも交流が復活し、度々鳴沢家を訪れるようになる。恥ずかしがりやであり、食事中は基本的に無表情だが、秋博が目を離していると思っている時は表情が豊かになる。八郎丸という名前の犬を飼っている。ジュリエッタからは「トコ」と呼ばれている。
天城 春（あまぎ はる）
13歳の中学2年生。誕生日は5月5日。小柄な美少女。好きなおやつは和菓子系。駅の階段から転落しかけたところを秋博に助けられたことにより一目ぼれし、鳴沢家に出入りするようになる。食事の際は少女向けの雑誌の影響を真に受けた媚びたような食べ方をし、秋博に嫌がられるが、気を抜いた時に見せる無邪気な食べ方には惚れ込まれている。父がパティシエであるがケーキを作る際に砂糖と塩を間違えるなど料理は不得手。イタリア語にはないHの発音が苦手なジュリエッタからは作品途中まで「アル」と呼ばれていた。
鳴沢 弥生（なるさわ やよい）
秋博の母方の祖母。高齢のため、足が悪く、デイサービスに通っている。ハイカラで温和な性格。好きな食べ物はグラタン。数十年前の若いころに旅先のフィレンツェで出会ったジュリエッタの祖父、ジョヴァンニと恋仲になるが家の都合で離別した。その伝手を頼って日本に留学してきたジュリエッタを鳴沢家にホームステイさせる。
天野 大輔（あまの だいすけ）
弥生が通うデイサービスひまわりで働いている陽気な青年。29歳。実家は魚屋。趣味は釣りであり、鳴沢家に釣った魚をお土産に持ってくることがあり、秋博とも仲が良くアッキーと呼んでいる。昔はヤンチャだった。
高尾 凪（たかお なぎ）
16歳の高校1年生。誕生日は4月25日。秋博、冬子と同じ高校に通う冬子の友人。サッカー部所属。好きな音楽はメタルで好きなアイスはチョコミント。秋博、冬子とは同じ中学の出身であり、高校の生徒では秋博に対して気軽に声をかける数少ない人間。
秋博の兄
秋博の年の離れた兄。かつては温和で弟に対しても優しい性格だったが、自殺した父を発見してしまったこと、その後の母親の失踪により荒れてしまい、秋博にも暴力を振るうようになる。就職を機に一人暮らしを始め、結婚し立ち直ったかに見えたがアルコール依存になり、妻に対しても暴力を振るっていた。秋博の額の傷跡は妻をアパートの階段から突き落とした彼に対し、秋博がバットで殴りかかった際にバットを奪い反撃してできたもの。その後、断酒して通院するなど更生し、実家にもお盆に父に線香をあげにくるようにもなった。秋博からは愛憎の混じった複雑な感情を向けられており、秋博は彼が実家に戻った時も会おうとはしなかった。
秋博の兄の妻
温和な性格の清楚な容姿の美女であり、秋博の初恋の人。好物はとうもろこしご飯。秋博の兄と結婚するが、アルコール依存になり荒れた夫からの暴力を受けることになる。左手には夫に階段から突き落とされた際についた傷跡が残っている。立ち直った夫を支えており、彼と秋博の和解を願っている。
鳴沢 季子（なるさわ きこ）
秋博の母で弥生の娘。作中では回想にのみ登場。夫が自殺した数ヵ月後に失踪したと思しき描写があるが、その後の消息は不明。お菓子作りを含めた料理が上手で秋博が料理に熱中するきっかけを作った。彼女が住んでいた部屋がジュリエッタの部屋になっている。

## 書誌情報
- 山田怜 『鳴沢くんはおいしい顔に恋してる』 ノース・スターズ・ピクチャーズ〈ゼノンコミックス〉、全4巻
  1. 2015年9月19日発売、ISBN 978-4-19-980296-6
  2. 2016年5月20日発売、ISBN 978-4-19-980343-7
  3. 2016年12月20日発売、ISBN 978-4-19-980383-3
  4. 2017年8月19日発売、ISBN 978-4-19-980438-0